# Scudo indiano
Dal punto di vista geologico, lo scudo indiano fa parte del cratone indiano e geograficamente occupa due terzi della penisola indiana.

## Caratteristiche
Lo scudo è rimasto relativamente stabile sin dalla sua formazione avvenuta 3,5 miliardi di anni fa. È delimitato a ovest, sud e est dall'attuale linea costiera indiana e ricoperto da sedimenti del Fanerozoico. A nord è delimitato dalla provincia del Proterozoico. A nordest è delimitato dalla fossa tettonica del Godavari che preserva le rocce del Precambriano e i sedimenti della Gondwana.
Le caratteristiche geologiche importanti che compongono lo scudo indiano sono:
- il cratone del Dharwar, con le sue caratteristiche cinture vulcanico-plutoniche risalenti all'Archeano e circondate da estesi territori di gneiss.
- i gneiss di granulite delle provincie meridionali del Tamil Nadu-Kerala.
- la cintura mobile del Ghat orientale, lungo la costa orientale
- i bacini intracratonici Purana con spesse frequenze di rocce di piattaforma continentale o sedimenti collegati a rift.